# Jair Pereira
Jair Pereira da Silva, mais conhecido como Jair Pereira, (Rio de Janeiro, 29 de maio de 1946) é um ex-futebolista e treinador de futebol brasileiro. Nos seus trabalhos notórios como treinador, estão suas passagens por Flamengo, Vasco, Corinthians, além do comando da seleção brasileira sub-20.

## Títulos

### Como jogador
Flamengo
- Copa Mohamed V: 1968
- Troféu Restelo: 1968

Santa Cruz
- Campeonato Pernambucano: 1973

Vasco da Gama
- Taça Guanabara: 1976
- Taça Oscar Whight da Silva: 1974
- Taça Danilo Leal Carneiro: 1975
- Taça Cidade Cabo Frio: 1975
- Torneio Heleno Nunes: 1976

### Como treinador
Campo Grande-RJ
- Campeonato Brasileiro - Série B: 1982

Paysandu
- Campeonato Paraense: 1982

Seleção Brasileira
- Campeonato Sul-Americano de Futebol Sub-20: 1983 e 1985
- Campeonato Mundial de Futebol Sub-20: 1983

Corinthians
- Campeonato Paulista: 1988[3]

Atlético-MG
- Campeonato Mineiro: 1989, 1991

Flamengo
- Copa do Brasil: 1990
- Copa Marlboro: 1990
- Copa Sharp: 1990
- Taça Associação dos Cronistas Esportivos de Sergipe: 1990
- Torneio Quadrangular de Varginha: 1990

Cruzeiro
- Campeonato Mineiro: 1987
- Supercopa Libertadores: 1992

Vasco da Gama
- Campeonato Carioca: 1994
- Troféu Cidade de Palma de Mallorca: 1995
- Taça Guanabara: 1994

Bahia
- Copa Internacional Renner: 1997

Fortaleza
- Campeonato Cearense: 2005